# Abbaye de Hulton
L’abbaye de Hulton est une ancienne abbaye cistercienne située dans l'ancien village d'Abbey Hulton (en), devenu au XXe siècle un quartier de Stoke-on-Trent (Staffordshire, Angleterre), situé au nord-est du centre. Elle est fondée en 1219 par l'abbaye de Combermere. Lors de la Réforme anglaise, elle est dissoute en 1538 ; ses bâtiments sont détruits ; il n'en reste que quelques ruines dépassant à peine du sol, situées dans un parc qui porte le nom de l'abbaye.

## Localisation
Les restes de l'abbaye de Hulton sont situés dans le quartier d'Abbey Hulton (en), jadis village indépendant, devenu un quartier du county borough de Stoke-on-Trent. Le site est placé en rive gauche (orientale) de la Trent, à peu de distance de sa source. Un parc a été aménagé, qui contient entre autres les ruines de l'abbaye, mises à disposition du public après une campagne de fouilles,.

## Histoire

### Fondation
La fondation de Hulton est relativement tardive, la plupart des établissements cisterciens britanniques ayant été créés dès le XIIe siècle. La fondation de cette abbaye est le fait d'Henry Audley (en), qui décide en 1219 de créer un établissement religieux où des moines pourraient prier pour lui-même ainsi que sa famille. Il en appelle à la communauté de Combermere. Les moines répondent immédiatement et sont présents dès 1219, mais les chartes de fondation ne paraissent qu'en 1223. Outre le site de l'abbaye lui-même, Henry donne aux moines diverses terres agricoles, des bois, des pâturages, des villages et quelques rentes. Le site de Hulton constitue alors un des endroits les plus déserts du Staffordshire,.

### Moyen Âge
En 1256, le roi confirme les donations initiales d'Henry, et mentionne également un moulin et une pêcherie, sans qu'on sache si cet ajout est de son fait ou prend simplement acte de compléments de dons. La famille Audley continue, après la mort d'Henry, de se considérer comme principale bienfaitrice de la communauté de Hulton ; William, petit-fils du premier donateur, complète ainsi le don de son grand-père vers 1280 par des dons de terres à Swinfen. D'autres donc plus modestes sont effectués à l'abbaye à la fin du XIIIe siècle ou au cours du XIVe. Comme la plupart des abbayes cisterciennes britanniques, Hulton vit principalement de l'élevage ovin, et possède en conséquence des troupeuax, mais aussi un moulin à foulon et une tannerie. Des indices suggèrent une activité de poterie, notamment de carreaux de céramique, mais aucune preuve n'atteste formellement du développement de cette activité à l'abbaye. Hulton reste tout au long de son histoire une communauté modeste, voire pauvre ; à l'exception du Prieuré des dames noires (en), c'est la plus pauvre communauté  monastique du Staffordshire. Elle est en outre particulièrement touchée par la Peste noire de 1347-1349, qui affecte très lourdement la communauté et grève de plus ses revenus financiers, qui sont presque divisés par deux, passant de 26 livres annuelles à 14. Le roi réduit en conséquence la moitié d'une amende que lui doit l'abbaye,.
Quelques démêlés judiciaires sont enregistrés durant les deux derniers siècles d'existence de la communauté. En 1386, William de Bynnyton, moine de l'abbaye, est arrêté pour vagabondage et apostasie, ayant été excommunié et ayant quitté l'abbaye sans autorisation six mois plus tôt. Trente ans plus tard, en 1417, l'abbé Richard Billington est poursuivi par Sampson Meverell pour l'enlèvement de sa servante Joan Condale. En 1520 enfin, l'abbé est accusé de paralyser le voisinage et d'empêcher l'exécution de la justice ; il rétorque qu'il a agi en retour des agressions contre sa forge d'Horton. En 1534, juste avant la dissolution, une ingérence est enregistrée lors du choix de l'abbé : William Chalner est soutenu par toute sa communauté, ainsi que par l'évêque de Lichfield, le comte de Shrewsbury ainsi que son propre frère Thomas Chalner, abbé de Croxden. Cependant, l'intendant du comte, Philip Draycott, écrit à Thomas Cromwell en décrivant Chalner comme « vicieux, ivre, trop vieux ou trop jeune », et Chalner n'est finalement pas élu.

### Liste des abbés connus
- Adam, attesté vers 1230
- Robert, attesté en 1240 et en 1241
- William, attesté en 1242 et en 1244
- Simon, attesté en 1245 ou 1246 et 1254 ou 1255
- William, attesté vers 1265 et vers 1286
- Richard, attesté vers 1286
- Henry, attesté vers 1288 et aux alentours de 1302
- Stephen, attesté en 1306
- Henry, attesté en 1317
- Nicholas de Kesteven ou de Tugby, nommé abbé de Combermere vers 1324
- William, attesté en 1332
- Henry, attesté en 1349 et en 1375
- Denis, attesté en 1389
- Richard Billington, attesté en 1395 et en 1417
- Nicholas, attesté en 1432
- Richard, attesté en 1449 et en 1450
- John Shipton, attesté en 1517, nommé abbé de Croxden en 1519
- John Harwood, attesté en 1527,devient abbé de Vale Royal en 1534
- John, attesté en 1535[4]

### Dissolution
Lors de l'inventaire de 1535, il apparaît que la communauté vit alors essentiellement des loyers agricoles qu'elle fait payer ; à cette date, l'abbaye n’exploite presque plus rien elle-même, faute de frères convers ou même de moines. L'inventaire confirme en ouvre la grande pauvreté de l'abbaye. Cette pauvreté aurait dû lui avaloire d'être parmi les premières abbayes dissoutes, mais le roi Henri VIII lui accorde une prolongation contre paiement d'une amende. Le 18 septembre 1538, l'abbé et ses huit moines remettent l'abbaye à la Couronne.
L'abbaye devait initialement être accordée à un certain Audley, gendre de Brian Tuke (en), trésorier de la chambre du roi ; mais c'est Edward Aston (en) qui l'obtient en 1543, moins les meubles et trois cloches, préalablement vendus à Stephen Bagot en 1539. Des pensions de montant variables sont accordées aux moines.

## Architecture
Les fouilles menées sur les ruines de l'abbaye au XXe siècle ont montré que l'abbaye avait adopté un plan cistercien classique, avec un cloître jouxtant l'abbatiale du côté méridional, un chœur à chevet plat et deux chapelles dans chaque branche du transept. La seule particularité de ce plan était l'adjonction, classique dans beaucoup d'abbayes anglaises, d'une tour-lanterne surplombant la croisée du transept. Les fouilles ont également montré que les cisterciens avaient creusé entre l'abbaye et la Trent, du côté occidental, un étang à poissons situé désormais au-delà de la route qui va de Stoke-on-Trent à Leek.